# Kurtharzia
Kurtharzia is een geslacht van rechtvleugeligen uit de familie Pamphagidae. De wetenschappelijke naam van dit geslacht is voor het eerst geldig gepubliceerd in 1981 door Koçak.

## Soorten
Het geslacht Kurtharzia omvat de volgende soorten:
- Kurtharzia nugatoria Navás, 1909
- Kurtharzia sulcata Bolívar, 1912